# 장화, 홍련 (드라마)
《장화, 홍련》은 2009년 4월 20일부터 2009년 10월 10일까지 방영된 한국방송공사 2TV 아침드라마이며 대부분의 아침드라마와 마찬가지로 지나친 욕설-비속어 사용이 심각했다는 지적이 있었는데 해당 드라마 방송 당시 KBS는 노현희 (14기) 송윤아 (17기) 등 자사 공채 출신 탤런트들의 공백이 크기도 했고 그나마 노현희는 2013년 SBS 아침연속극 《당신의 여자》로 안방극장에 돌아왔으나 그 이후 연극무대에서 활동 중이며 송윤아는 2015년 수목 미니시리즈 《어셈블리》를 통해 KBS 복귀를 했지만 그 이후 한동안 타방송사 위주로 활동했다.

## 등장 인물

### 주요 인물
- 윤해영 : 홍련 역

투박하고 과격하고 거침 없으며 털털한 성격이며, 압력솥 뚜껑이 무기인 과격한 캔디 스타일의 미혼모이다. 되는 일이 하나 없이 인생 심하게 꼬여 있으나 남 탓을 하지 않는다. 단순한 성격이라 인생에서 만난 인간들은 바로 죽이고 싶은 인간들과 내편인 딱 두 부류로 나눈다. 내편이 된 사람들에 대해선 끝까지 갈 만큼 의리와 정으로 똘똘 뭉친 여자다. 터프한 것만 같은 그녀도, 서른이 되었지만 아직도 좋아하는 남자 앞에서는 얼굴 발개져서 돌아서고 마는 귀여움과 순수성을 간직하고 있다.
- 김세아 : 윤장화 역

S라인 몸매에 예쁘고 당차며, 욕망을 숨기지 않는 유부녀다. 여전히 남자들의 사랑을 담뿍 받으며 이를 한껏 즐기며, 자신에게 필요한 것을 현명하고 교묘한 방법으로 얻을 줄 알고, 너무나 많은 것을 갖고 있기에 자신이 많이 가졌다는 사실을 알지 못한다. 자기애가 강해 자신에게 도움이 되는 것이라면 아이스크림처럼 달콤하게 굴지만, 피해를 주는 것에는 얼음송곳처럼 날카롭다. 그래서 시어머니를 버리기까지 했으며, 홍련에게 자신의 실수를 뒤집어씌워 모든 것을 가로채기도 했다. 아버지의 바람기로 인해 불행한 결혼생활을 한 부모 밑에서 자란 배경 탓에 콤플렉스가 있으며, 마음이 늘 불안정하다.
- 장현성 : 강태윤 역

눈에 띄게 큰 키에 넓은 어깨를 가진 훤칠한 미남형이며, 세련된 언변과 매너를 가져 한 없는 부드럽지만 숨은 강단이 있다. 너그럽지만 그의 눈 밖에 나면 가차 없다. 외롭게 컸기 때문에 말수가 적은 편이고 많은 것을 혼자 결정한다. 서울대 재학시절 컴퓨터 바이러스 백신을 개발한 천재 공학도로, 자수성가해 지금은 복합쇼핑몰인 일렉트론시티까지 인수한 장래가 촉망되는 기업인이다.
- 여운계 → 전양자[4] : 변 여사 역

도도하고 깔끔하며 원칙주의자로 남편이 사고로 죽고 혼자 몸으로 태윤을 키웠다. 치매에 걸렸음에도 불구하고 홍련의 집에 얹혀 살면서도 폼생폼사였던 모습 그대로 남아있다. 홍련의 구박을 받으면서도 캐릭터는 죽지 않는다.

### 주변 인물
- 최재원 : 한수찬 역

독설가이며 덩치 큰 마초로, 아직도 숫총각이며 홍련을 사랑한다. 장화가 낸 음주운전 사고로 다리를 다쳤으며, 그로 인해 걷는 모습에선 티가 안나지만 앉거나 일어설 때 다리가 조금 불편하다. 하지만 그건 괜히 홍련 앞에서만 과하게 티를 내려는 모습이고, 실제로는 아무렇지 않게 잘 걸어다닌다. 사고당한 자신의 다리를 안주 삼아 이기죽거리고, 남의 약점을 공략하며 시니컬하게 대한다. 늘 반대로 말하면서 자신을 표현하지 못하는 무뚝뚝함 속에 인간미가 묻어나는 남자다.
- 최나래 : 방공미 역

쌍따귀 4인방 중 하나이며, 홍련의 절친한 친구로 지금도 홍련과 잘 지낸다. 푼수에 단순하여 말보다는 행동이 먼저인 돌격대장 스타일이다. 잦은 건망증으로 낳다보니 아이가 벌써 셋이다. 살림이나 생계 어느 쪽도 돕지 않는 남편을 죽어라 미워하지만, 이것도 또 잊어버리고 맛있는 걸 구하면 남편부터 준다.
- 안선영 : 진정해 역

쌍따귀 4인방 중 하나이며, 장화의 오른팔격인 친구다. 대학 나와 교사까지 지냈지만 남편한테 속아 홀라당 날려먹고 이혼하고 지금 혼자다. 남 일에 관심 많고 오지랖 넓어 참견이 심하다. 친구들 사이의 트러블 메이커로, 말 옮기고, 남자 후리고, 쉽게 변하는 얄팍한 성격이다.
- 김진수 : 맹형규 역

탁월한 언변으로 푸드코트 내 분위기 메이커를 맡고 있는 패셔너블한 주방장이다. 진정해 못지않게 뻥도 잘 치고, 잘 놀는 밤 문화의 귀재인 프리스타일이다. 겉은 자유연애의 껍질을 쓰고 있지만, 속은 남자 역할과 아내 역할을 뚜렷이 구분하는 고리타분한 성균관 유생 스타일이다. 결혼에 실패한 적이 있기에 진정해와 잘 지내면서도 '결혼' 얘기만 나오면 경기를 일으킨다.
- 한태수 : 기운남 역

방공미의 여섯 살 연하 남편으로, 19세에 방공미를 임신시키고 줄줄이 애를 셋이나 낳게 한 장본인이다. 한푼도 벌어본 적이 없기에 대한민국 350만 백수 중 대표 백수이다. 애아빠라고는 상상 못할 모델 같은 외모의 소유자이자, 곧 죽어도 옷은 좋은 옷을 사야 하고 외모에 신경 쓰는 철 없고 뺀질대는 남편이다. 억울한 일 생기면 아내의 품에 안겨 엉엉 우는 일도 다반사다.
- 김윤태 : 박석두 역

홍련의 딸인 길란의 생물학적 아버지이다. 외모는 꽤 생겼으며, 럭셔리하게 치장한답시고 퍼머 머리에 패션을 신경 쓰는 인물이며, 넘버3의 송강호처럼 제가 잘난 줄 아는 찌질한 양아치다. 잔머리의 대마왕이지만 늘 잔머리가 2% 모자라 제대로 하는 것이 없다.
- 이태승 : 임혁 역

공부는 안했지만 운동은 꾸준히 했으며 근육질 몸매는 그의 트레이드마크이며, 장난기와 반항기가 가득한 남자다. 홍련의 어머니가 재혼한 가정의 전처 아들로, 홍련과는 피가 섞이지 않은 법적 남매다. 복잡한 가정사로 어렸을 때부터 가출을 일삼고 거칠게 지냈다. 일렉트론시티 내의 경호원 일을 하고 있지만, 거칠고 길들여지지 않은 종마처럼 사고를 일으키고 다닌다.
- 이덕희 : 장화의 어머니 역

남편과는 소 닭 보듯 하는 사이지만 이혼하지 않고 남편 뒷바라지 하는 여자다.
- 윤선혜 : 홍길란 역

홍련의 딸.

### 그 외 인물
- 한정국 : 장화의 아버지 역
- 윤예희 : 사라 장 역
- 故 한경선 : 한수옥 역
- 허정규 : 비서 역
- 서갑숙 : 진사장 역
- 조수현 : 매리 역
- 정재순 : 태윤의 고모 역 (119화부터 등장)
- 정지순
- 이미숙 : 보건소 주치의 역
- 정병철 : 변호사 역
- 박성균 : 입양기관 면접관 역
- 허인영 : 금순이 역
- 이숙

## 같이 보기
- 하얀 거짓말 (MBC)
- 멈출 수 없어 (MBC)
- 순결한 당신 (SBS)
- 녹색마차 (SBS)
- 망설이지마 (SBS)